# Karrats Fjord
71°23′N 53°40′V / 71.383°N 53.667°V
Karrats Fjord er en  fjord i Qaasuitsup kommune,  nord for Uummannaq i det vestlige Grønland. 

## Geografi
Karrats Fjord har sin udmunding i  Nordost Bay der er en del af  Baffin Bay. Bunden af fjorden dannes af en række tilløb fra bl.a. fjordene fra  Rink Isbræ, Ingia Isbræ og Umiammakku Isbræ, samt Ukkusissat Fjord.
Fjorden går mod sydvest, med øerne Qeqertarsuaq, Illorsuit og Upernivik tæt ved udmundingen.

## Tsunami i 2017
Den 17. juni 2017 ca 21:40 skred et stykke fjeld på ca 300 gange 1.000 meter i fjorden. Bygden Nuugaatsiaq blev hårdt ramt af den efterfølgende tsunami hvor fire mennesker omkom, ni mennesker blev kvæstet, heraf to alvorligt og der skete store materielle skader på bygninger og infrastruktur. 